# Ostinghausen
Ostinghausen – dzielnica (Ortsteil) gminy Bad Sassendorf w powiecie Soest, w kraju związkowym Nadrenia Północna-Westfalia, w rejencji Arnsberg.

## Demografia
Według spisu ludności z 2015 roku, w Ostinghausen mieszkało 573 mieszkańców.

## Geografia
Przez Ostinghausen przepływają dwie rzeki: Ahse i Westbach. W okolicy Ostinghausen leży miejsce o podobnej nazwie, Oestinghausen, dzielnica miasta Lippstadt.

## Etymologia
Nazwa miejscowości wywodzi się od starosaksońskiego słowa Osdag, które oznacza "Bóg".

## Historia
Pierwsza udokumentowana wzmianka o Ostinghausen pochodzi z dokumentu napisanego przez hrabiego Gottfrieda IV. z 1253 roku.

### Reorganizacja gmin
Według ustawy z 24 czerwca 1969 roku (niem. Gesetz zur Neugliederung des Landkreises Soest und von Teilen des Landkreises Beckum, § 7, Ostinghausen jest dzielnicą gminy Bad Sassendorf.

## Polityka
Burmistrzem dzielnicy (niem. Ortsvorsteher) jest Angelika Kolkmann.